# 艾德蒙·努克-李平斯基

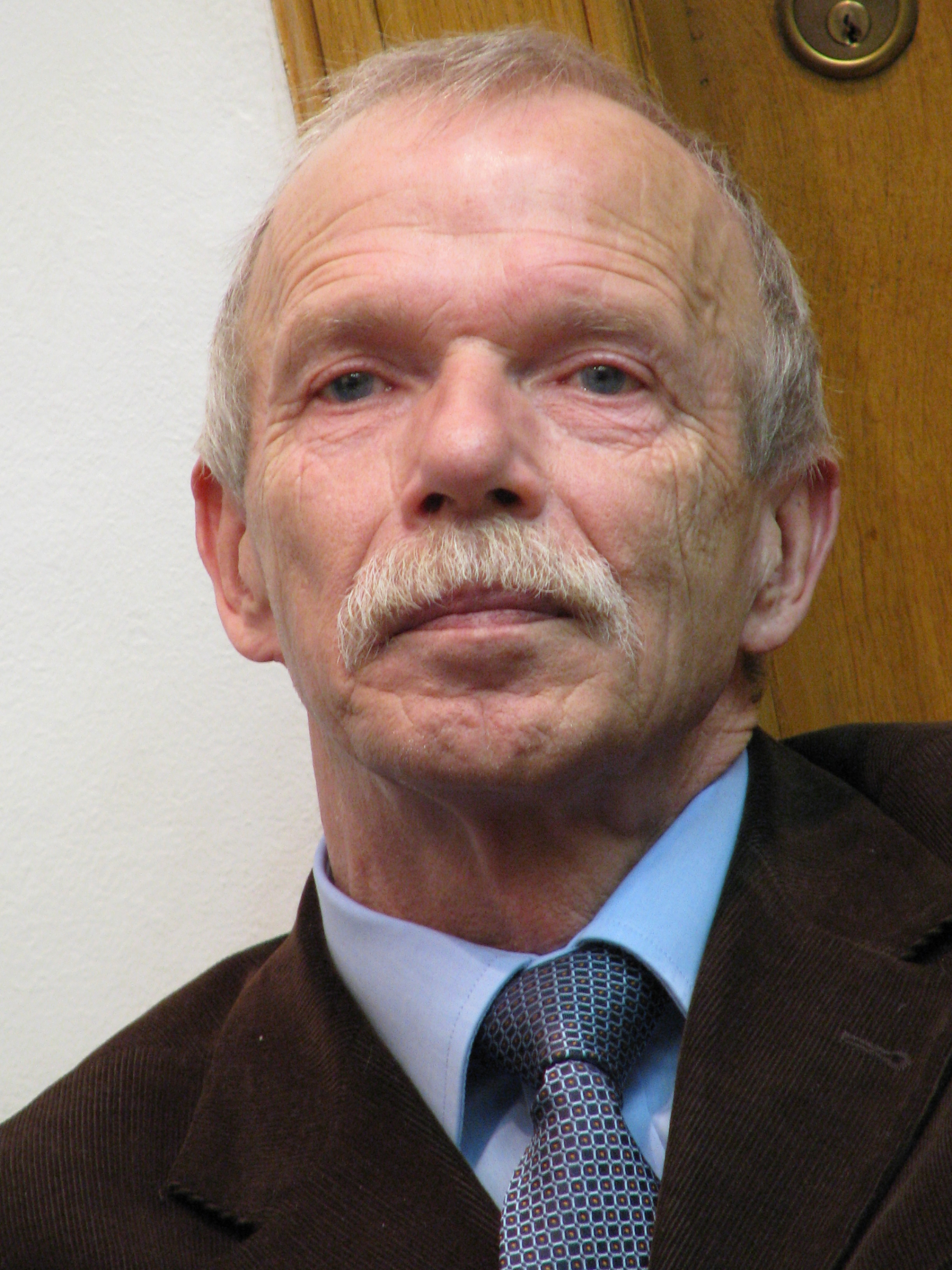
2008年4月17日的艾德蒙·努克-李平斯基，攝於華沙

艾德蒙·努克-李平斯基（波蘭語：Edmund Wnuk-Lipiński，1944年5月4日—2015年1月4日）是一位波蘭社會學家，也是波蘭國家科學院政治研究中心的創始者和華沙人文大學校長。努克-李平斯基是維也納人文科學研究中心、聖母大學和柏林高等研究所等多所研究機構的研究員。